# Tadeusz Brzeziński (lekarz)
Tadeusz Brzeziński (ur. 16 października 1929 w Warszawie, zm. 7 stycznia 2010 w Szczecinie) – polski lekarz, pulmonolog, historyk medycyny, etyk, profesor doktor habilitowany nauk medycznych, pułkownik Wojska Polskiego

## Życiorys
Ukończył gimnazjum im. Władysława IV w Warszawie na tajnych kompletach. W 1945 wstąpił do Szkoły Młodszych Oficerów Służby Zdrowia, później Oficerskiej Szkoły Instruktorów Sanitarnych w Łodzi, którą ukończył w 1947. W tym samym roku rozpoczął studia na Fakultecie Wojskowo-Medycznym w Łodzi; dyplom lekarza uzyskał w 1953. W latach 1953–1954 był starszym lekarzem 50 Pułku Piechoty w Lidzbarku Warmińskim, w latach 1954–1963 był szefem oddziału szkolenia Departamentu Służby Zdrowia WP, współorganizował Wojskową Akademię Medyczną. Następnie w latach 1963–1967 był komendantem Centralnego Wojskowego Zespołu Sanatoryjnego w Lądku Zdroju. W 1963 obronił w WAM pracę doktorską pod tytułem Służba zdrowia w obronie Warszawy we wrześniu 1939 roku. W latach 1967– 1972 był zastępcą komendanta WAM i inicjatorem powstania Zakładu Historii Medycyny i Muzeum Polskiej Wojskowej Służby Zdrowia. W 1972 uzyskał stopień doktora habilitowanego nauk medycznych na podstawie rozprawy Służba Zdrowia I Armii WP (studium zabezpieczenia ewakuacyjnego. 
Tytuł profesora nadzwyczajnego uzyskał w 1981, a tytuł profesora zwyczajnego – 1988.  Od 1973 do 1978 był komendantem 109 Szpitala Wojskowego w Szczecinie. W latach 1978–1981 pełnił funkcję komendanta-rektora Wojskowej Akademii Medycznej – ze stanowiska odszedł na własną prośbę. 
Był autorem (lub współautorem) ponad 200 publikacji, w tym 21 książek.  Był promotorem kilkunastu przewodów doktorskich, opiekunem trzech przewodów habilitacyjnych. W latach 1982–1984 był rektorem Pomorskiej Akademii Medycznej w Szczecinie. Pełnił też funkcję kierownika Katedry Humanistycznych Nauk Medycznych i Zakładu Historii Medycyny i Etyki Lekarskiej.
Członek korespondent Klasy Humanistycznej Westfalsko-Nadreńskiej Akademii Nauk, Prezydium Komitetu Historii Nauki i Techniki PAN,  prezes Polskiego Towarzystwa Historii Medycyny i Farmacji (1982–1985), potem wiceprezes (1997–2000), delegat do Societe Internacionale d’Histoire de la Medecine – wiceprezydent tego towarzystwa (1984–1990), członek Prezydium Rady Głównej Szkolnictwa Wyższego i przewodniczący Komisji dydaktyki i spraw studenckich, członek honorowy Polskiego, Polsko-Niemieckiego, Węgierskiego i Bułgarskiego Towarzystwa Historii Medycyny, członek zagraniczny Białoruskiego i członek korespondent Towarzystwa Historii Medycyny byłej NRD. Był też redaktorem (i współredagującym) wielu czasopism (redaktor naczelny Archiwum Historii i Filozofii Medycyny (1992–1997) oraz członkiem zagranicznych komitetów naukowych Medicinanei Secoli (Rzym), Orvosterteneti KÖzlemenyek (Budapeszt), Asclepij (Sofia).

## Wybrane publikacje
- Etyka lekarska, Wydawnictwo Lekarskie PZWL, Warszawa 2012. ISBN 978-83-200-4558-1
- Historia medycyny
- Zarys dziejów chirurgii polskiej